# Alphonse Riverin
Pour les articles homonymes, voir Riverin.
Alphonse Riverin est un professeur, chercheur et administrateur québécois né à Chicoutimi, le 9 août 1923 et décédé le 4 janvier 1994. Il se distingua comme président-fondateur de l'Université du Québec afin de rendre davantage accessible l'enseignement supérieur aux régions du Québec avec l'ajout d' une institution au réseau public qui regroupe les programmes de haut savoir.
Il fut recteur de l'Université du Québec à Chicoutimi.

## Honneurs
- 1986 - Prix Hermès
- 1992 - Médaille Gloire de l'Escolle
- 1994 - Officier de l'Ordre national du Québec
- 1987 - Officier de l'Ordre du Canada
- Doctorat en droit honoris causa de l'Université Sir George Williams